# Đỗ Cận
Đỗ Cận (1434-?), trước tên là Viễn, sau được vua Lê Thánh Tông đổi lại là Cận, tự Hữu Khác, hiệu Phổ Sơn; là danh thần nhà Lê sơ trong lịch sử Việt Nam.

## Tiểu sử
Đỗ Cận là người xã Thông Thượng, thành phố Phổ Yên, tỉnh Thái Nguyên.
. 
Năm Mậu Tuất (1478), ông đỗTiến sĩ cùng khoa với Vũ Quỳnh, Hoàng Đức Lương. 
Thi đỗ, ông được bổ làm quan tại triều, rồi được cử làm Tham nghị xứ Quảng Nam.
.Năm 45 tuổi, ông được vua Lê Thánh Tông đổi tên là Đỗ Cận .
Tháng 11 (âm lịch) năm Quý Mão (1483), ông được cử đi cống nhà Minh (Trung Quốc). Trong dịp này ông đã làm tập Kim Lăng ký bằng chữ Nôm, tả phong tục và phong cảnh kinh đô Kim Lăng của nhà Minh, nhưng nay đã thất truyền .
Đỗ Cận mất năm nào không rõ.

## Tác phẩm
Ngoài tập Kim Lăng ký (đã thất truyền), Đỗ Cận còn làm thơ, nhưng nay cũng chỉ còn mấy bài thơ chữ Hán chép trong Toàn Việt thi lục của Lê Quý Đôn. Giới thiệu một bài:
| Phiên âm Hán-Việt: Xuân nhật tức sự Liêu loạn oanh hao tam nguyệt xuân, Du quan đa thị thiếu niên nhân. Trích tiên phong vị thiên niên tại, Tiêu đắc nhàn sầu nhất ủng xuân. | Dịch nghĩa: Buổi chiều đậu thuyền trên bến Thái Thạch Cá kình vượt qua gió bụi, trăng đêm sáng đẹp, Ngọn đèn hiu hắt, chiếc gối cô đơn, khách đi chơi xa. Phong vị của trích tiên nghìn năm vẫn tồn tại, Tiêu tan mối sầu bằng một vò rượu xuân. |

## Sách tham khảo
- Trần Thị Băng Thanh (chủ biên), Văn học thế kỷ XV-XVII, mục từ: " Đỗ Cận ". Nhà xuất bản Khoa học Xã hội, 2004.
- Nguyễn Q. Thắng và Nguyễn Bá Thế, Từ điển nhân vật lịch sử Việt Nam, mục từ: "mục từ: "Đỗ Cận". Nhà xuất bản Khoa học xã hội, Hà Nội, 1992.